# Clubiona torta
Clubiona torta är en spindelart som beskrevs av Forster 1979. Clubiona torta ingår i släktet Clubiona och familjen säckspindlar. Inga underarter finns listade i Catalogue of Life.